# Ruski Krstur
Ruski Krstur (ćir.: Руски Крстур, rusinski: Руски Керестур) je naselje u općini Kula u Zapadnobačkom okrugu u Vojvodini, većinom naseljeno Rusinima.

## Povijest
Ruski Krstur je najstarije rusinsko naselje na ovim prostorima. Ranije se zvalo Bač Kerestur. Naselje je 1751. godine, službeno priznato kada je u Krsturu živjelo oko 80 rusinskih obitelji koje su se tu doselile još 1745/46. godine s Hornjice (Zakarpatje) na Kosceljisko (to je pustara između Krstura i Kule). Velika većina ih je došla iz okoline Košica, Užgoroda i Miškolca. U prvom navratu se doselilo 11 osoba ili obitelji kako je zapisano u Austrougarskim arhivima. Oni su napustili svoju postojbinu u potrazi za boljim životom. Kulske vlasti su rusinske doseljenike primili i poslali da obrađuju pustu i močvarnu zemlju blizu Kule, gdje su oni osnovali svoje naselje, današnji Ruski Krstur.

## Stanovništvo
U naselju Ruski Krstur živi 5.213 stanovnika, od toga 4,154 punoljetnih stanovnika, a prosječna starost stanovništva iznosi 41,2 godina (39,6 kod muškaraca i 42,6 kod žena). U naselju ima 2.036 domaćinstava, a prosječan broj članova po domaćinstvu je 2,54.
Prema popisu iz 1991. godine u naselju je živjelo 5.636 stanovnika.
| Etnički sastav 2002. |            |        |
| Narod                | Stanovnika | %      |
| Rusini               | 4.483      | 85,99% |
| Srbi                 | 263        | 5,04%  |
| Romi                 | 76         | 1,45%  |
| Mađari               | 73         | 1,40%  |
| Ukrajinci            | 61         | 1,17%  |
| Hrvati               | 38         | 0,72%  |
| Crnogorci            | 37         | 0,70%  |
| Jugoslaveni          | 31         | 0,59%  |
| Slovaci              | 30         | 0,57%  |
| Muslimani            | 9          | 0,17%  |
| ostali               | 6          | 0,10%  |
| nepoznato            | 26         | 0,49%  |

| broj stanovnika | 5874  | 6115  | 5873  | 5960  | 5826  | 5636  | 5213  |
|                 | 1948. | 1953. | 1961. | 1971. | 1981. | 1991. | 2001. |

## Unutrašnje poveznice
- FK Rusin Ruski Krstur

## Vanjske poveznice
- Zavod za urbanizam Kula-Odžaci[neaktivna poveznica]
- Službena stranica naselja  Arhivirana inačica izvorne stranice od 17. siječnja 2007. (Wayback Machine)
- Prva stranica naselja  Arhivirana inačica izvorne stranice od 27. studenoga 2010. (Wayback Machine)